# Школа Пулау
Школа Пулау (англ. Pulau School) — единственная школа на Островах Питкэрн, расположенная в столице Адамстауне.

## Образование
В школе действует модифицированная версия новозеландской образовательной программы, но с некоторыми изменениями, внесёнными для популяризации местной культуры и традиций. Школа обеспечивает дошкольное и начальное образование для детей-резидентов от 5 до 14 лет.
Политика кибербезопасности также является частью учебной программы. Высшее образование от 13 лет обычно завершается в школе-интернате в Новой Зеландии. Учащихся обучает приглашённый учитель, который обычно преподаёт на острове в течение года. Учитель также считается директором школы и отвечает не только за обучение, но и за разработку учебной программы и продвижение непрерывного образования среди остального населения острова.

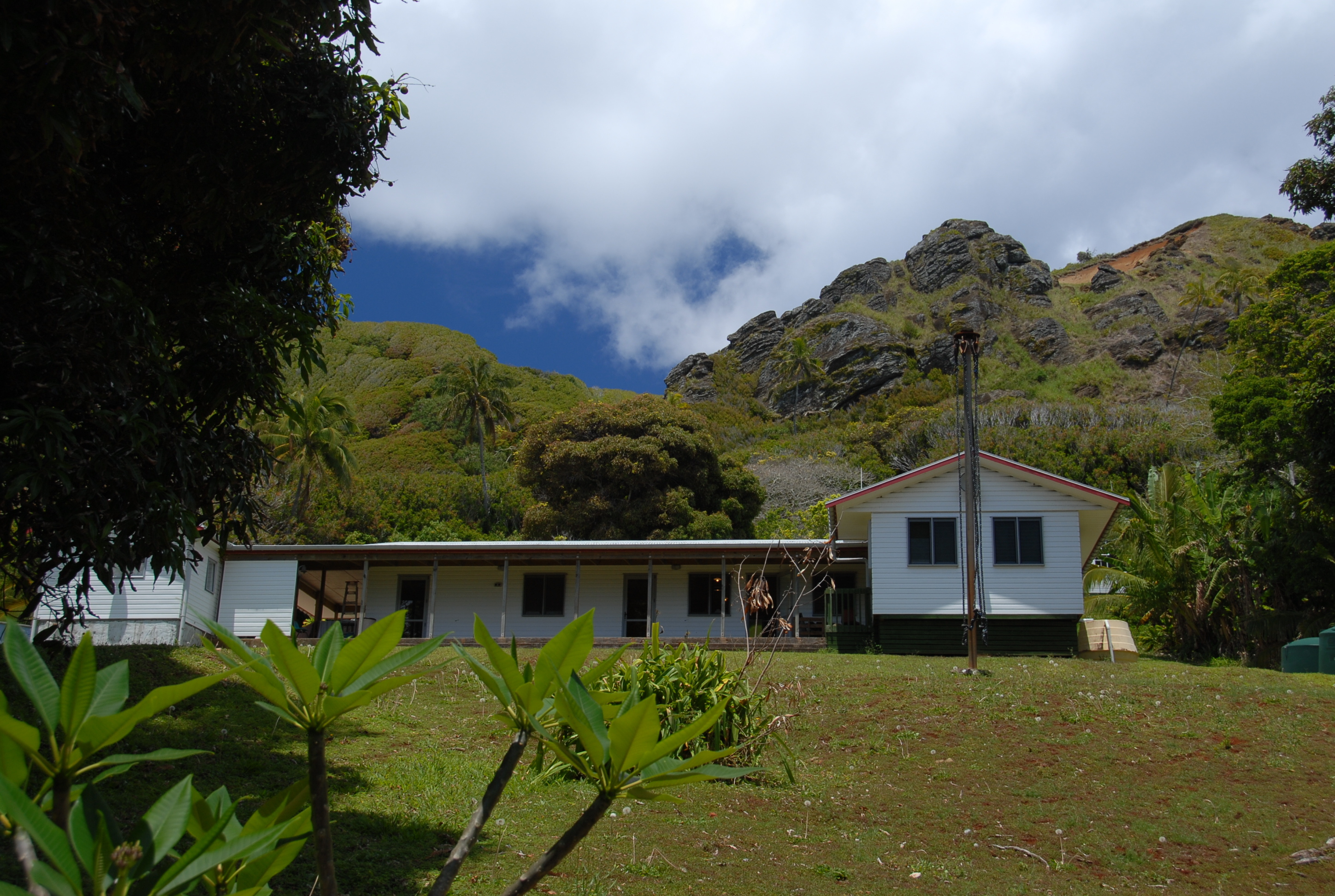
Школа Пулау в 2010 году

## История

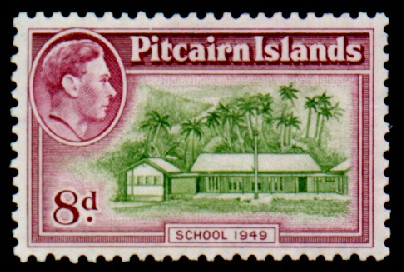
Школа 1949 года, изображённая на почтовой марке

История школы восходит к простой учебной программе, которую преподавали магистрат Саймон Янг и его жена, начиная с 1864 года. После периода управления Церковью адвентистов седьмого дня британское правительство в 1958 году взяло на себя ответственность за школу. В 2004 году школа была реконструирована, в неё входит современный обычный класс, кухня, компьютерный класс и библиотека. В 2014 году в школе было восемь детей, которых обучал один учитель. В 2020 году также был один учитель и три ученика. В 2024 году в школе не было учеников.